# Spirostreptus graeffei
Spirostreptus graeffei är en mångfotingart som beskrevs av Ludwig Carl Christian Koch 1865. Spirostreptus graeffei ingår i släktet Spirostreptus och familjen Spirostreptidae. Inga underarter finns listade i Catalogue of Life.